# Musée d'Art et d'Histoire de Granville
Le musée du Vieux Granville est un musée situé à Granville dans la Manche labellisé Musée de France. En 2013, il change officiellement de nom et s'appelle désormais « musée d'Art et d'Histoire de Granville ».
Consacré à l'histoire locale et aux arts et traditions populaires de la région, le musée d'Art et d'Histoire de Granville, lié à Charles Julliot de la Morandière, conservateur du musée du Vieux Granville de 1949 à 1971, est le musée le plus ancien de la ville, profondément ancré dans la mémoire collective, installé à l'entrée de la ville ancienne, dans les bâtiments de la Grand'Porte, lieu symbolique de l'histoire de la cité.
Il est le musée familial, patrimonial, attaché à l'histoire et à la vie passées de Granville, s'adresse aux Granvillais aussi bien qu'aux visiteurs curieux, séduits par le charme du cadre et l'intérêt des collections. 
Le musée est fermé pour travaux depuis 2016. En 2023, aucune date de réouverture n'est annoncée. Seuls les travaux préliminaires ont été faits, les travaux de consolidation seraient prévus pour 2026 au plus tôt. 

## Le Logis du Roi

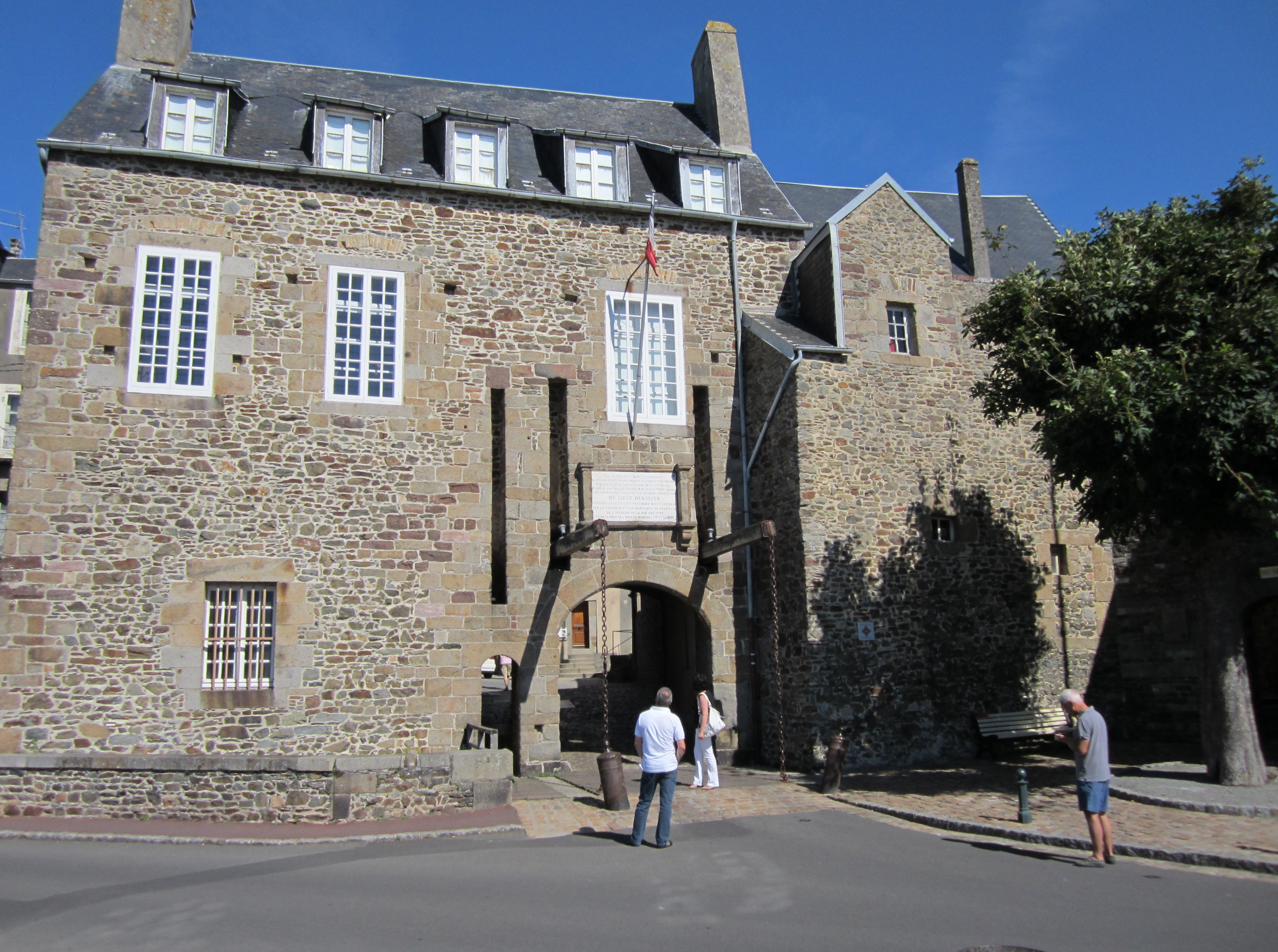
La Grand'Porte et le Logis du Roi.

Le Logis du Roi ou bâtiment de l'Œuvre, qui abrite depuis 1936 le musée du Vieux Granville, occupe une position privilégiée à l'entrée de la Haute-Ville, au-dessus de la Grand'Porte à pont-levis (XVIe – XVIIe siècles av. J.-C.) qui donne accès à la vieille ville fortifiée. Il constitue, avec le jardin du Cavalier de l'Œuvre, un ensemble historique et architectural important, enchâssé dans les murailles qui dominent majestueusement les quais et le port.
Classé monument historique depuis 1931, le Logis du Roi était à l'origine la résidence du Commandant de la place, puis devint maison commune pendant la Révolution, d'où fut organisée notamment la défense de la place contre l'attaque des Vendéens en 1793. L'armée l'occupa ensuite à nouveau jusqu'à ce que la ville l'acquière pour y installer le musée. Il est ainsi remarquablement placé pour présenter aux visiteurs l'histoire de cette ville, dont ils s'apprêtent à découvrir la partie la plus ancienne.

## Collections

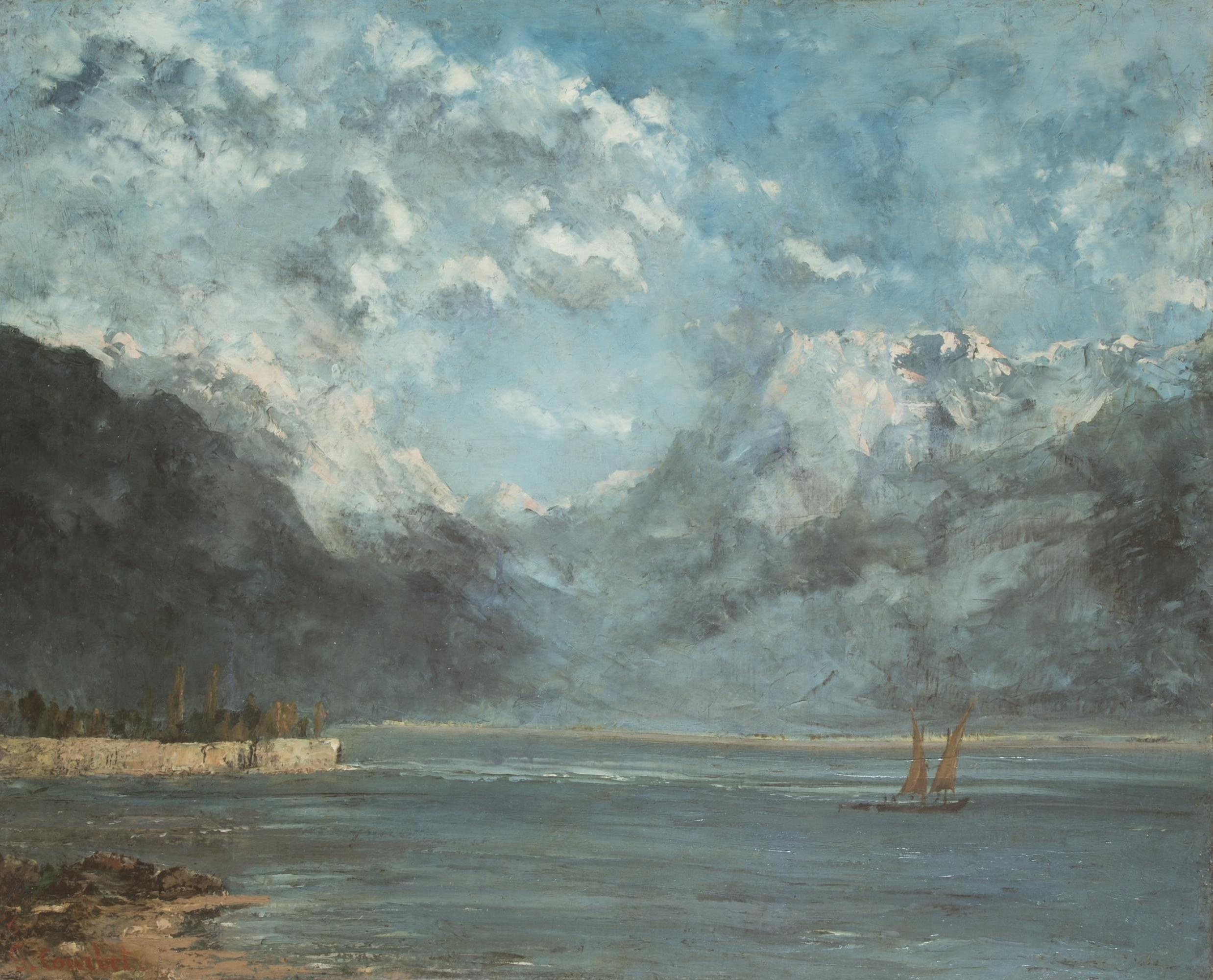
Vue du lac Léman, Gustave Courbet, 1876.

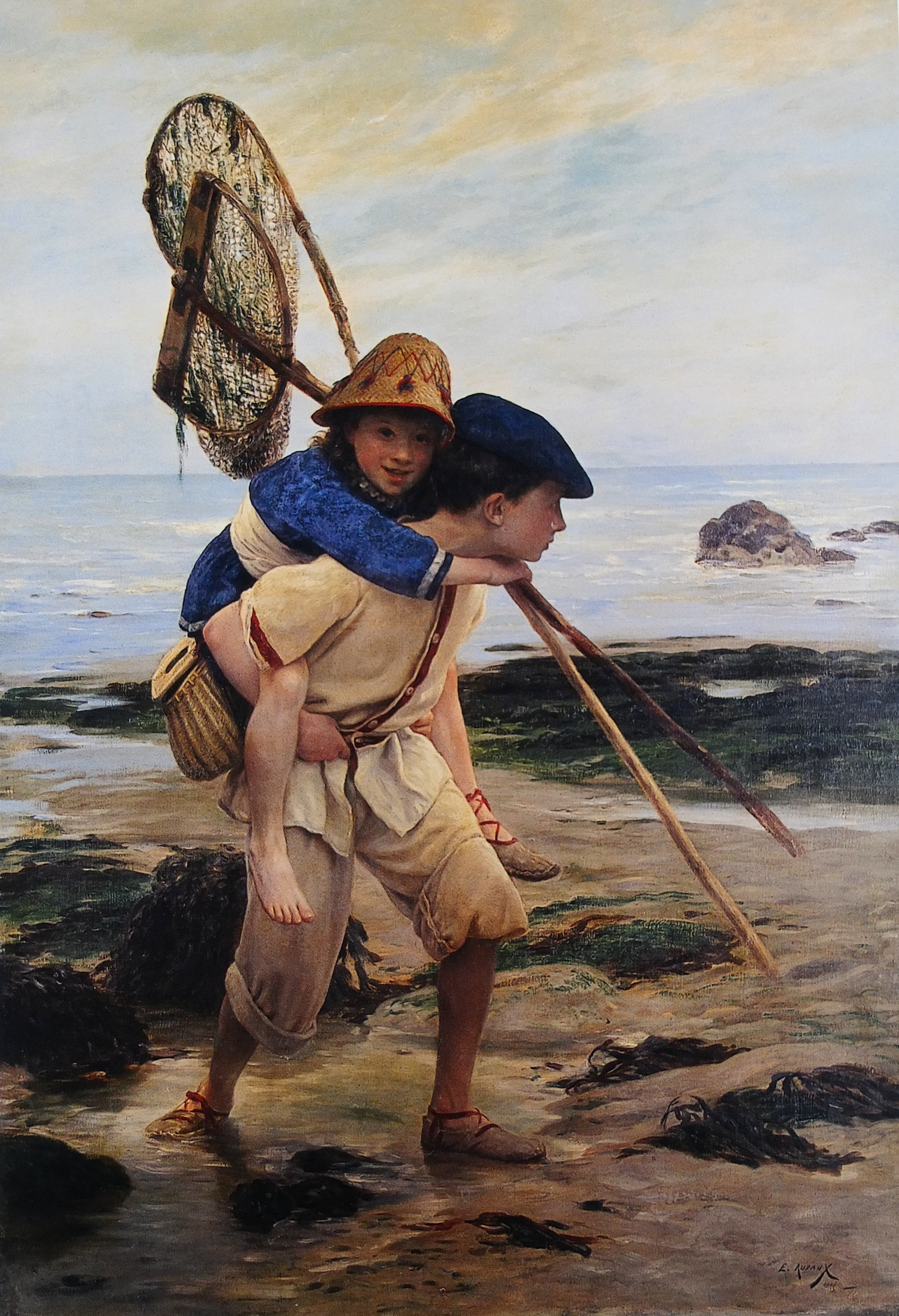
Le Grand Frère, Edmond-Adolphe Rudaux, 1880.

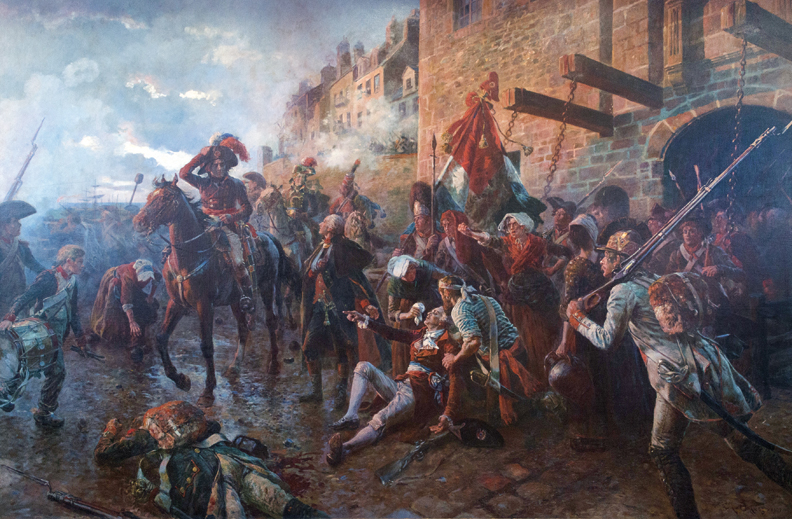
Épisode du siège de Granville (14 novembre 1793) : La Mort du maire Clément Desmaison, tableau de Maurice Orange, 1909.

Les collections appartiennent essentiellement au XIXe siècle. Elles comprennent un grand nombre de pièces, autour de quelques thèmes dominants. Les œuvres et objets de qualité, sont relativement nombreux à côté d'objets-témoins ou d'ensembles ethnographiques.
Les collections s'ordonnent autour de thèmes :
- Granville : iconographie du site, des activités ;
- Collections maritimes, y compris les collections balnéaires ;
- Collections ethnographiques normandes, dont une grande partie concerne le costume régional ;
- Collections de type Beaux-arts ;
- Collections de type art décoratif ;
- Collections diverses provenant de legs.

## Expositions
- Tradition et évolution de la pêche granvillaise - 23 juillet au 2 octobre 1983
- Livres illustrés par André Hambourg - 30 mai au 19 août 1984
- Les Fortifications Côtières du Nord Cotentin (Hérel) - 20 septembre au 14 octobre 1984
- Les Pêcheries en bois et en pierre de la Côte d'Agon à Cancale - 12 juillet au 6 octobre 1985
- Quoi de neuf au Musée ? - novembre 1985 au 23 février 1986
- Robert Guinard - 6 juillet au 15 septembre 1986
- Cent ans d'Histoire par la Presse - 11 octobre au 14 décembre 1986
- Les Bains de mer et la vie balnéaire à Granville - 5 juillet au 5 octobre 1987
- Scènes et Métiers de la Mer, Œuvres miniatures de L. Queinnec - 1er décembre 1987 à mai 1988
- La Compagnie générale transatlantique - 9 juillet au 2 octobre 1988
- Marin Marie - 18 juin au 10 septembre 1989
- Rudaux, trois peintres, trois univers - 5 juillet au 30 septembre 1990
- Le costume en Normandie - 2 septembre au 31 octobre 1990
- La Grande pêche - 11 juillet au 30 septembre 1991
- Pierre Brette - 19 avril au 31 août 1992
- Granville la Victoire - 14 juillet au 30 septembre 1993
- Pêcheurs de Granville - 10 juillet au 3 octobre 1994
- Granville une histoire de marins - 13 juillet au 27 octobre 1995
- Excursions et Bains de mer en Normandie - Affiches de 1890 à 1930 - 7 juillet au 4 octobre 1986
- Étonnante histoire de l'huître - 6 juillet au 5 octobre 1997
- Des peintres aux pays des huîtres - 12 juillet au 11 octobre 1998
- 2e Régiment d'infanterie de ligne dans la grande guerre - 31 octobre au 11 novembre 1998
- Maurice Orange (1867-1916), Mémoire de l'Empire et images d'Orient - 4 juillet au 3 octobre 1999
- Georges-René Pléville Le Pelley (1726-1805) - 14 juillet au 15 octobre 2000
- Regards sur Granville, voyageurs et artistes aux 19e et 20e siècles - 8 juillet au 7 octobre 2001
- Phares et feux des côtes normandes - 10 août au 6 octobre 2002
- De la coutume à la mode, Costumes normands et mode citadine au 19e siècle - 14 juillet au 3 octobre 2004
- Granville 1905 - 10 juillet au 2 octobre 2005
- Les amiraux granvillais dans l'Histoire - 14 juillet au 1er octobre 2006
- Aux bains de mer à Granville - 14 juillet au 1er octobre 2007
- La pêche à pied sur la côte des grandes marées - 19 juillet au 5 octobre 2008
- Granville, place forte, XVe-XIXe s. - 12 juillet au 4 octobre 2009
- Terre-Neuve et la pêche à la morue - 6 février au 7 mars 2010
- Les Trente Glorieuses - 2010
- Dessins entre mer et campagne, le Sud-Manche au XIXe siècle par Joseph Le Dieu - 4 avril au 29 avril 2011
- Gaud Louis de Ravenel, intendant de Suffren. Un officier granvillais dans l'Océan Indien - 13 juillet au 2 octobre 2011
- Ma ville esquissée. Bernard Vernochet. 26 octobre au 13 novembre 2011
- Terre de pêcheries - 22 juillet au 30 septembre 2012
- Meeting Point Wood, Histoires de charpentiers - 29 octobre au 23 novembre 2012
- L'Aimable Grenot, un corsaire granvillais sous Louis XV - 1er septembre 2013 au 5 janvier 2014
- Terre-Neuve/Terre-Neuvas. Le temps de l'absence - 29 juin 2014 au 9 novembre 2014. Cette exposition a été proposée par le Musée de Bretagne en collaboration avec le musée d'art et d'histoire de Saint-Brieuc, musée d'histoire de Saint-Malo et le musée d'art et d'histoire de Granville. Le deuxième volet de l'exposition : « Terre-Neuve/Terre-Neuvas, l'aventure de la pêche morutière », est présenté simultanément par le musée d'histoire de Saint-Malo, à la chapelle Saint-Sauveur. Cette double exposition a reçu le label d'exposition d'intérêt national par le Ministère de la Culture et de la Communication.

### Autres musées de Granville
- Musée d'Art moderne Richard-Anacréon
- Musée Christian-Dior